# Eucosma
Eucosma is een geslacht van vlinders uit de familie van de bladrollers (Tortricidae). De naam werd in 1823 voorgesteld door Jacob Hübner.

## Soorten
- E. abacana (Erschoff, 1877)
- E. abathrodes (Meyrick, 1937)
- E. abruptana (Walsingham, 1879)
- E. abstemia (Meyrick, 1932)
- E. accipitrina (Meyrick, 1913)
- E. acrosema (Turner, 1946)
- E. actuosa (Meyrick, 1913)
- E. adamantana (Guenée, 1845)
- E. adustana (Hübner, 1811)
- E. aeana (McDunnough, 1942)
- E. aellaea (Turner, 1916)
- E. aemulana (Schlager, 1849) – Guldenroedeknoopvlekje
- E. aeriana (Falkovich, 1962)
- E. afflicta (Falkovich, 1964)
- E. aganodes (Meyrick, 1922)
- E. agassizii (Robinson, 1867)
- E. agnatana (Christoph, 1872)
- E. agricolana (Walsingham, 1879)
- E. agriochlora (Meyrick, 1929)
- E. albarracina (Hartig, 1941)
- E. albicosta (Falkovich, 1964)
- E. albicostella (Turati & Krüger, 1936)
- E. albidula (Walsingham, 1914)
- E. albidulana (Herrich-Schäffer, 1851)
- E. albiguttana (Zeller, 1875)
- E. albosectana (Mabille, 1906)
- E. albuneana (Zeller, 1847)
- E. alphabetica (Walsingham, 1914)
- E. amara (Meyrick, 1913)
- E. amellana (Preissecker, 1930)
- E. ammopastea (Turner, 1946)
- E. amulana (Walsingham, 1914)
- E. anisodelta (Meyrick, 1923)
- E. anisospila (Turner, 1946)
- E. annana (Kennel, 1918)
- E. anserana (Heinemann, 1863)
- E. antidora (Meyrick, 1921)
- E. antirrhoa (Meyrick, 1920)
- E. apicinota (Turner, 1946)
- E. apocrypha (Falkovitsh, 1964)
- E. apocryphoides (Budashkin, 2009)
- E. aporema (Walsingham, 1914)
- E. argentialbana (Walsingham, 1879)
- E. argentifera (Razowski, 1972)
- E. argyrocyma (Meyrick, 1922)
- E. aspersa (Turner, 1946)
- E. aspidana (Walsingham, 1884)
- E. aspidiscana (Hübner, 1817)
- E. astragalana (Staudinger, 1871)
- E. atelosticta (Meyrick, 1922)
- E. atomosana (Walsingham, 1879)
- E. atricapilla (Meyrick, 1917)
- E. atripunctis (Turner, 1946)
- E. aulacota (Turner, 1946)
- E. aurantiradix (Kuznetsov, 1962)
- E. aurita (Meyrick, 1920)
- E. austera (Turner, 1946)
- E. austerana (Kennel, 1916)
- E. australis (Kuznetsov, 1988)
- E. austrina (Miller, 1985)
- E. autochthones (Walsingham, 1897)
- E. avalona (McDunnough, 1938)
- E. bactromorpha (Diakonoff, 1992)
- E. bactropa (Meyrick, 1927)
- E. balatonana (Osthelder, 1937) – Bitterkruidknoopvlekje
- E. barbara (Miller, 1974)
- E. bavarica (Obraztsov, 1952)
- E. benignata (McDunnough, 1925)
- E. beryllina (Meyrick, 1927)
- E. betana (McDunnough, 1942)
- E. bidenticulana (Bradley, 1957)
- E. bilineana (Kearfott, 1907)
- E. biplagata (Walsingham, 1895)
- E. bipunctella (Walker, 1863)
- E. biquadrana (Walsingham, 1879)
- E. bisecta (Meyrick, 1918)
- E. bobana (Kearfott, 1907)
- E. bolanderana (Walsingham, 1879)
- E. boxcana (Kearfott, 1907)
- E. brachysticta (Meyrick, 1935)
- E. brightonana (Kearfott, 1907)
- E. brigittana (Kennel, 1918)
- E. caementana (Christoph, 1872)
- E. caflisciana (Frey, 1880)
- E. calculosa (Meyrick, 1913)
- E. caliacrana (Caradja, 1931)
- E. calliarma (Meyrick, 1909)
- E. calligrapha (Meyrick, 1912)
- E. campoliliana (Denis & Schiffermüller, 1775) – Zwartwit knoopvlekje
- E. cana (Haworth, 1811) – Distelknoopvlekje
- E. canana (Walsingham, 1879)
- E. canariana (Kearfott, 1907)
- E. candidulana (Nolck)
- E. caniceps (Walsingham, 1884)
- E. capitulata (Meyrick, 1907)
- E. capnoleuca (Meyrick, 1932)
- E. carcharitis (Meyrick, 1923)
- E. carolinana (Walsingham, 1895)
- E. caryocrossa (Meyrick, 1932)
- E. cataclystiana (Walker, 1863)
- E. cataglypta (Meyrick, 1935)
- E. catamochla (Meyrick, 1932)
- E. cathareutis (Meyrick, 1938)
- E. catoptrana (Rebel, 1903)
- E. cecidogena (Kieffer, 1908)
- E. centraspis (Meyrick, 1926)
- E. ceratodes (Turner, 1946)
- E. cerdalea (Walsingham, 1914)
- E. ceriodes (Meyrick, 1909)
- E. certana (Kuznetsov, 1967)
- E. cetratana (Kennel, 1901)
- E. circulana (Hübner, 1823)
- E. cittopa (Walsingham, 1914)
- E. clarescens (Kuznetsov, 1964)
- E. clarifica (Meyrick, 1913)
- E. claypoleana (Riley, 1882)
- E. clepsidoma (Meyrick, 1916)
- E. climacosema (Meyrick, 1938)
- E. cnephasiana (Obraztsov, 1943)
- E. coagulana (Kennel, 1901)
- E. cocana (Kearfott, 1907)
- E. comatulana (Zeller, 1875)
- E. conformana (Mann, 1872)
- E. confunda (Kuznetsov, 1966)
- E. coniogramma (Clarke, 1976)
- E. consobrinana (Heinrich, 1923)
- E. consociana (Heinrich, 1923)
- E. conspiciendana (Heinrich, 1923)
- E. conterminana (Guenee, 1845) – Sladistelknoopvlekje
- E. contrariana (Christoph, 1881)
- E. costastrigulana (Kearfott, 1908)
- E. couleruana (Duponchel, 1835)
- E. crambitana (Walsingham, 1879)
- E. cremastropis (Meyrick, 1930)
- E. cremnitis (Meyrick, 1912)
- E. cretaceana (Kennel, 1899)
- E. crymalana (Powell, 1968)
- E. culmana (Muller-Rutz, 1932)
- E. cumilana (Guenée, 1845)
- E. cumulana (Guenee, 1845)
- E. cyphospila (Meyrick, 1920)
- E. charmera (Turner, 1946)
- E. chionophricta (Meyrick, 1922)
- E. chlorobathra (Meyrick, 1911)
- E. chloromima (Meyrick, 1931)
- E. chlorosticha (Meyrick, 1934)
- E. chloroterma (Meyrick, 1913)
- E. chloroticana (Zeller, 1877)
- E. chrysyphis (Razowski, 1972)
- E. dalmatana (Rebel, 1891)
- E. dapsilis (Heinrich, 1929)
- E. dasycera (Turner, 1946)
- E. decipiens (Meyrick, 1918)
- E. defensa (Meyrick, 1922)
- E. deflexana (Heinrich, 1923)
- E. deltoplac (Meyrick, 1921)
- E. deltozyga (Meyrick, 1928)
- E. demarniana (Fischer von Röslerstamm, 1839)
- E. denverana (Kearfott, 1907)
- E. derelicta (Heinrich, 1929)
- E. deruptana (Kennel, 1901)
- E. descipiens (Meyrick)
- E. desertana (Zeller, 1875)
- E. desipiens (Meyrick, 1918)
- E. diaema (Turner, 1946)
- E. diakonoffi (Gibeaux, 1984)
- E. dianthes (Meyrick, 1928)
- E. dilatana (Walsingham, 1895)
- E. diogma (Meyrick, 1927)
- E. directa (Meyrick, 1912)
- E. discernata (Kuznetsov, 1966)
- E. discretivana (Heinrich, 1921)
- E. disjectana (Kennel, 1921)
- E. dodana (Kearfott, 1907)
- E. doiinthanonensis (Kawabe, 1989)
- E. dolichosticha (Turner, 1946)
- E. dorsisignatana (Clemens, 1860)
- E. dorsisuffusana (Kearfott, 1908)
- E. drastica (Meyrick, 1918)
- E. dryocarpa (Meyrick, 1925)
- E. dryochra (Meyrick, 1937)
- E. ebenocosma (Turner, 1946)
- E. eburata (Heinrich, 1929)
- E. elaeochroa (Walsingham, 1914)
- E. elutana (Kennel, 1900)
- E. emaciatana (Walsingham, 1884)
- E. ephedrana (Christoph, 1877)
- E. erebantra (Meyrick, 1937)
- E. ericetana (Herrich-Schäffer, 1836)
- E. eridarcha (Meyrick, 1927)
- E. eridela (Turner, 1946)
- E. esmodes (Meyrick, 1937)
- E. euphraticana (Amsel, 1935)
- E. euprepes (Turner, 1946)
- E. euryochra (Bradley, 1962)
- E. eurypolia (Turner, 1946)
- E. eutechna (Meyrick, 1936)
- E. evidens (Meyrick, 1917)
- E. exacerbatricana (Heinrich, 1923)
- E. excerptionana (Heinrich, 1923)
- E. exclusoriana (Heinrich, 1923)
- E. excusabilis (Heinrich, 1923)
- E. explicatana (Kennel, 1901)
- E. exquisitana (Christoph, 1881)
- E. externa (Eversmann, 1844)
- E. fandana (Kearfott, 1907)
- E. favicolor (Meyrick, 1927)
- E. featmiana (McDunnough)
- E. fernaldana (Grote, 1880)
- E. fervidana (Zeller, 1847)
- E. fibuligera (Meyrick, 1934)
- E. fiskeana (Kearfott, 1905)
- E. flavispecula (Kuznetsov, 1964)
- E. florescens (Meyrick, 1925)
- E. floridana (Kearfott, 1907)
- E. fofana (Kearfott, 1907)
- E. fortunana (Kearfott, 1907)
- E. franclemonti (Powell, 1968)
- E. fraudabilis (Heinrich, 1923)
- E. fraudulentana (Kennel, 1901)
- E. fritillana (Blanchard & Knudson, 1982)
- E. fugitivana (Meyrick, 1882)
- E. fulminana (Walsingham, 1879)
- E. fulvana (Stephens, 1834)
- E. funesta (Filipjev, 1931)
- E. fuscana (Kearfott, 1907)
- E. fuscicaput (Diakonoff, 1948)
- E. fuscida (Kuznetsov, 1966)
- E. fusculana (Zeller, 1847)
- E. galactitis (Meyrick, 1912)
- E. galenapunctana (Kearfott, 1908)
- E. getonia (Razowski, 1972)
- E. giarabubensis (Turati, 1930)
- E. giganteana (Riley, 1881)
- E. gilletteana (Dyar, 1903)
- E. glandulosana (Walsingham, 1907)
- E. glebana (Snellen, 1883)
- E. glomerana (Walsingham, 1879)
- E. gloriola (Heinrich, 1931)
- E. glyphicodes (Meyrick, 1918)
- E. gomonana (Kearfott, 1907)
- E. gomphacma (Meyrick, 1928)
- E. gonzalezalvarezi (Agenjo, 1969)
- E. gorodkovi (Kuznetsov, 1979)
- E. graciliana (Kearfott, 1905)
- E. gracilis (Filipjev, 1925)
- E. gracilistria (Turner, 1946)
- E. gradensis (Galvagni, 1909)
- E. graduatana (Walsingham, 1879)
- E. grandana (Kearfott, 1907)
- E. grandiflavana (Walsingham, 1879)
- E. graziella (Blanchard, 1968)
- E. griseana (Hübner, 1796)
- E. griselda (Blanchard & Knudson, 1982)
- E. grossbecki (Heinrich, 1923)
- E. guentheri (Tengstrom, 1869)
- E. guttulana (Blanchard)
- E. gypsatana (Kennel, 1921)
- E. haberhaueri (Kennel, 1901)
- E. habrotoma (Meyrick, 1934)
- E. haematospila (Meyrick, 1921)
- E. halophilana (Budashkin, 2009)
- E. handana (Kearfott, 1907)
- E. hapalosarca (Meyrick, 1924)
- E. hartigi (Lucas, 1942)
- E. hasseanthi (Clarke, 1952)
- E. hazelana (Klots, 1936)
- E. heathiana (Kearfott, 1907)
- E. hebescana (Kuznetsov, 1986)
- E. heinrichi (McDunnough, 1925)
- E. hesperidana (Kennel, 1921)
- E. hirsutana (Walsingham, 1879)
- E. hohana (Kearfott, 1907)
- E. hohenwartiana (Denis & Schiffermüller, 1775) – Scherp distelknoopvlekje
- E. hubneriana (Zeller, 1846)
- E. hygroberylla (Meyrick, 1937)
- E. hyponomeutana (Walsingham, 1895)
- E. ignotana (Caradja, 1916)
- E. immaculana (Kearfott, 1907)
- E. impatiens (Meyrick, 1921)
- E. imposita (Meyrick, 1937)
- E. impropria (Meyrick, 1932)
- E. incana (Zeller, 1846)
- E. incinerana (Constant, 1888)
- E. indecorana (Rebel, 1907)
- E. individiosana (Kennel, 1901)
- E. infausta (Walsingham, 1881)
- E. infelix (Heinrich, 1923)
- E. infessana (Walsingham, 1900)
- E. infida (Hübner, 1828)
- E. infirmana (Kennel, 1900)
- E. inquadrana (Walsingham, 1884)
- E. inscita (Meyrick, 1913)
- E. insidiosana (Heinrich, 1923)
- E. insolens (Meyrick, 1909)
- E. intacta (Walsingham, 1900)
- E. inteimediana (Kennel, 1900)
- E. invicta (Walsingham, 1895)
- E. involucrata (Meyrick, 1927)
- E. iographa (Diakonoff, 1967)
- E. ioplintha (Meyrick, 1930)
- E. ioreas (Meyrick, 1920)
- E. irroratana (Walsingham, 1879)
- E. ischnobathra (Meyrick, 1938)
- E. jansei (Diakonoff, 1956)
- E. jejunana (McDunnough, 1942)
- E. jerusalemana (Amsel, 1935)
- E. johnsonana (Kearfott, 1907)
- E. juncticiliana (Walsingham, 1879)
- E. kemnerana (Lewin, 1942)
- E. ketamana (Amsel, 1956)
- E. krygeri (Rebel, 1937)
- E. kurdistana (Amsel, 1959)
- E. lacteana (Treitschke, 1835) – Melkwit knoopvlekje
- E. landana (Kearfott, 1907)
- E. larana (Walsingham, 1879)
- E. lathami (Forbes, 1937)
- E. laticurva (Heinrich, 1929)
- E. legitima (Meyrick, 1912)
- E. lepidana (Walsingham, 1929)
- E. leptancistra (Meyrick, 1925)
- E. leptozona (Meyrick, 1921)
- E. leucatma (Turner, 1926)
- E. leucodesma (Meyrick, 1911)
- E. leuconephela (Turner, 1946)
- E. leuconota (Turner, 1946)
- E. leucopetra (Meyrick, 1908)
- E. leucopleura (Turner, 1946)
- E. leucotoma (Diakonoff, 1964)
- E. lignana (Snellen, 1883)
- E. lineolana (Kuznetsov, 1964)
- E. lioplintha (Meyrick, 1920)
- E. lobiferana (Moore, 1887)
- E. lobostola (Meyrick, 1921)
- E. lochmaea (Meyrick, 1920)
- E. lolana (Kearfott, 1907)
- E. longipalpana (Möschler, 1890)
- E. louisana (McDunnough, 1944)
- E. loxaspis (Meyrick, 1931)
- E. luciana (Chretien, 1908)
- E. lugubrana (Treitschke, 1830)
- E. luridana (Walsingham, 1879)
- E. lustromarginata (Walsingham, 1897)
- E. lutrocopa (Meyrick, 1914)
- E. lyallana (McDunnough, 1935)
- E. lyrana (Snellen, 1883)
- E. maculatana (Walsingham, 1879)
- E. magnidicana (Heinrich, 1923)
- E. malacodes (Meyrick, 1911)
- E. malitiosana (Kennel, 1901)
- E. mancipiana (Mann, 1855)
- E. marmara (Meyrick, 1909)
- E. marmarophanes (Meyrick, 1934)
- E. marocana (Lucas, 1954)
- E. matutina (Grote, 1893)
- E. mediostriata (Walsingham, 1895)
- E. melanocosma (Turner, 1916)
- E. meridaspis (Meyrick, 1922)
- E. meridospila (Meyrick, 1922)
- E. messingiana (Fischer v. Roslerstamm, 1837)
- E. metagrapta (Meyrick, 1932)
- E. metagypsa (Meyrick, 1920)
- E. metamorphica (Meyrick, 1928)
- E. metana (Kennel, 1918)
- E. metaspilana (Walker, 1863)
- E. metria (Falkovich, 1964)
- E. metzneriana (Treitschke, 1830) – Zalmkleurig knoopvlekje
- E. mirana (Caradja, 1916)
- E. mirificana (Peyerimhoff, 1876)
- E. mirosignata (Heinrich, 1929)
- E. mobilensis (Heinrich, 1923)
- E. mochlophorana (Meyrick, 1882)
- E. modicana (Zeller, 1847)
- E. mollita (Meyrick, 1931)
- E. momana (Kearfott, 1907)
- E. monitorana (Heinrich, 1920)
- E. monitrix (Meyrick, 1909)
- E. monoensis (Powell, 1968)
- E. monogrammana (Zeller, 1875)
- E. monstratana (Rebel, 1906)
- E. morrisoni (Walsingham, 1884)
- E. muguraxana (Kostyuk, 1975)
- E. muliebris (Meyrick, 1922)
- E. muscosa (Meyrick, 1927)
- E. nandana (Kearfott, 1907)
- E. nasuta (Meyrick, 1911)
- E. nereidopa (Meyrick, 1927)
- E. nessebarana (Soffner, 1962)
- E. neurosticha (Turner, 1946)
- E. nigromaculana (Haworth, 1811)
- E. niphaspis (Meyrick, 1928)
- E. nipponica (Kawabe, 1976)
- E. nitida (Turner, 1946)
- E. nitidulana (Zeller, 1846)
- E. nitorana (Kuznetsov, 1962)
- E. niveicaput (Walsingham, 1900)
- E. niveipalpis (Meyrick, 1938)
- E. noctivola (Meyrick, 1932)
- E. nolckeniana (Zeller, 1877)
- E. notanthes (Meyrick, 1936)
- E. notialis (Miller, 1985)
- E. numellata (Meyrick, 1912)
- E. numerosana (Zeller, 1875)
- E. nuntia (Heinrich, 1929)
- E. obfuscana (Riley, 1888)
- E. obscurana (Stephens, 1834)
- E. obumbratana (Lienig & Zeller, 1846) – Tweekleurig knoopvlekje
- E. ocladias (Meyrick, 1906)
- E. oculatana (Kennel, 1900)
- E. ochraceana (Fernald, 1901)
- E. ochricostana (Razowski, 1972)
- E. odotatana (Kennel, 1901)
- E. okubiensis (Kawabe, 1987)
- E. ommatoptera (Falkovich, 1965)
- E. operta (Meyrick, 1917)
- E. ophionana (McDunnough, 1925)
- E. opsia (Meyrick, 1911)
- E. opsonoma (Meyrick, 1918)
- E. optimana (Dyar, 1903)
- E. orphnogenes (Meyrick, 1939)
- E. orthopeda (Meyrick, 1934)
- E. ottoniana (Kennel, 1919)
- E. pachyneura (Turner, 1916)
- E. paetulana (Kennel, 1901)
- E. palabundana (Heinrich, 1923)
- E. pamirana (Kuznetsov, 1972)
- E. pandana (Kearfott, 1907)
- E. paracremna (Meyrick, 1913)
- E. paradelta (Meyrick, 1925)
- E. parvulana (Wilkinson, 1859)
- E. passiva (Meyrick, 1913)
- E. pauperana (Duponchel, 1842)
- E. pediasios (Miller, 1985)
- E. pedisignata (Diakonoff, 1948)
- E. pentagonaspis (Meyrick, 1931)
- E. peraea (Meyrick, 1911)
- E. perdricana (Walsingham, 1879)
- E. perfectana (Walker, 1863)
- E. perfixa (Turner, 1916)
- E. pergandeana (Fernald, 1905)
- E. pergratana (Rebel, 1914)
- E. periculosana (Heinrich, 1923)
- E. periptycha (Turner, 1946)
- E. perplexa (Turner, 1916)
- E. persiae (Razowski, 1963)
- E. persolita (Heinrich, 1929)
- E. perversa (Turner, 1946)
- E. pervicax (Meyrick, 1911)
- E. petalonota (Meyrick, 1937)
- E. pflugiana (Fabricius, 1787)
- E. phaedropa (Turner, 1946)
- E. phaeochyta (Bradley, 1965)
- E. phaeoloma (Turner, 1946)
- E. phaeoscia (Meyrick, 1916)
- E. pharangodes (Meyrick, 1920)
- E. phoenocrossa (Meyrick, 1925)
- E. pica (Walsingham, 1900)
- E. picrodella (Meyrick, 1932)
- E. platanaspis (Meyrick, 1934)
- E. plumbaginea (Meyrick, 1931)
- E. polymita (Turner, 1946)
- E. polyphaea (Turner, 1926)
- E. polyplega (Turner, 1946)
- E. polyxena (Meyrick, 1937)
- E. pollutana (Zeller, 1877)
- E. ponderosa (Powell, 1968)
- E. porpota (Meyrick, 1907)
- E. potamias (Meyrick, 1909)
- E. praesumptiosa (Heinrich, 1923)
- E. primulana (Walsingham, 1879)
- E. pristinana (Zeller, 1877)
- E. procellariana (Walker, 1863)
- E. procellosa (Meyrick, 1917)
- E. projecta (Meyrick, 1921)
- E. prominens (Meyrick, 1922)
- E. proximana (Caradja, 1928)
- E. psychrodora (Meyrick, 1936)
- E. pulveratana (Walsingham, 1879)
- E. pupillana (Clerck, 1759) – Prachtknoopvlekje
- E. purpurissatana (Heinrich, 1923)
- E. pylonitis (Meyrick, 1932)
- E. pyricolana (Murtfeldt, 1891)
- E. pyrrhulana (Zeller, 1877)
- E. quinquemaculana (Robinson, 1869)
- E. radiolana (Eversmann, 1844)
- E. ragonoti (Walsingham, 1895)
- E. rasdolnyana (Christoph, 1882)
- E. recentana (Zerny, 1934)
- E. referenda (Meyrick, 1921)
- E. regionalis (Meyrick, 1934)
- E. rescissoriana (Heinrich, 1920)
- E. resumptana (Walker, 1863)
- E. rhymogramma (Meyrick, 1916)
- E. riciniata (Meyrick, 1911)
- E. ridingsana (Robinson, 1869)
- E. rigena (Meyrick, 1938)
- E. rigens (Meyrick, 1938)
- E. rigidana (Snellen, 1883)
- E. rindgei (Miller, 1985)
- E. robinsonana (Grote, 1872)
- E. rosaocellana (Knudson, 1986)
- E. roseni (Obraztsov, 1952)
- E. rubescana (Constant, 1895) – Waddenknoopvlekje
- E. rubescena (Constant, 1895)
- E. rufescens (Meyrick, 1913)
- E. russeola (Heinrich, 1929)
- E. rusticana (Kearfott, 1905)
- E. saburrana (Zeller, 1852)
- E. salaciana (Blanchard & Knudson, 1982)
- E. saliciana (Clemens, 1864)
- E. salticola (Meyrick, 1913)
- E. samoana (Rebel, 1915)
- E. sandana (Kearfott, 1907)
- E. sandiego (Kearfott, 1908)
- E. sandonia (Meyrick, 1908)
- E. sandycitis (Meyrick, 1916)
- E. sardoensis (Rebel, 1935)
- E. satellitana (Zeller, 1877)
- E. saussureana (Benander, 1928)
- E. scenica (Meyrick, 1911)
- E. scopoliana (Haworth, 1811)
- E. scopulosana (Meyrick, 1881)
- E. scorzonerana (Benander, 1942)
- E. scutana (Constant, 1893)
- E. scutiformis (Meyrick, 1931)
- E. selenana (Mabille, 1900)
- E. semicurva (Meyrick, 1912)
- E. semirufana (Christoph, 1882)
- E. serapicana (Heinrich, 1923)
- E. serpentana (Walsingham, 1895)
- E. shastana (Walsingham, 1897)
- E. siccescens (Meyrick, 1912)
- E. sierrae (Blanchard & Knudson, 1983)
- E. similiana (Clemens, 1860)
- E. simplex (McDunnough, 1925)
- E. sinensis (Walsingham, 1900)
- E. snyderana (Kearfott, 1907)
- E. sollennis (Meyrick, 1913)
- E. somalica (Durrant, 1916)
- E. sombreana (Kearfott, 1905)
- E. sonomana (Kearfott, 1907)
- E. sororiana (Heinrich, 1923)
- E. sosana (Kearfott, 1907)
- E. spaldingana (Kearfott, 1907)
- E. sparactis (Meyrick, 1928)
- E. sparsana (Rebel, 1935)
- E. speculatrix (Meyrick, 1907)
- E. sperryana (McDunnough, 1942)
- E. sphalerodes (Meyrick, 1934)
- E. spicea (Meyrick, 1912)
- E. spiculifera (Meyrick, 1913)
- E. strenuana (Walker, 1863)
- E. striatiradix (Kuznetsov, 1964)
- E. striatulana (Walsingham, 1900)
- E. striphromita (Turner, 1946)
- E. suadana (Heinrich, 1923)
- E. subcorticana (Snellen, 1883)
- E. subdecora (Meyrick, 1922)
- E. subflavana (Walsingham, 1879)
- E. subinvicta (Kearfott, 1907)
- E. sublucidana (Kennel, 1901)
- E. submicans (Walsingham, 1897)
- E. suomiana (A. Hoffmann, 1893)
- E. superciliosa (Meyrick, 1920)
- E. sybillana (Kennel, 1918)
- E. symbola (Meyrick, 1909)
- E. symbolaspis (Meyrick, 1927)
- E. symploca (Turner, 1946)
- E. syntaractis (Turner, 1946)
- E. tandana (Kearfott, 1907)
- E. tantillana (Fuchs, 1903)
- E. taophanes (Meyrick, 1922)
- E. tapina (Turner, 1946)
- E. teliferana (Christoph, 1881)
- E. temenitis (Meyrick, 1911)
- E. tenax (Meyrick, 1920)
- E. tetraplana (Moschler, 1866)
- E. thematica (Meyrick, 1918)
- E. tholera (Falkovich, 1964)
- E. tholeropis (Meyrick, 1934)
- E. tocullionana (Heinrich, 1920)
- E. tonitrualis (Meyrick, 1934)
- E. tornocosma (Turner, 1946)
- E. tornocycla (Turner, 1946)
- E. torrens (Meyrick, 1927)
- E. totana (Kearfott, 1907)
- E. transfixa (Turner, 1946)
- E. translucens (Walsingham, 1914)
- E. transmutata (Meyrick, 1931)
- E. tremula (Meyrick, 1909)
- E. trepida (Meyrick, 1911)
- E. triangulana (Meyrick, 1881)
- E. tridentata (Walsingham, 1914)
- E. trilithopa (Meyrick, 1937)
- E. trimarginata (Walsingham, 1914)
- E. tripartitana (Zeller, 1875)
- E. tripoliana (Barrett, 1880) – Zeeasterknoopvlekje
- E. tumulata (Meyrick, 1908)
- E. tundrana (Kennel, 1900)
- E. ukrainica (Budashkin, 2009)
- E. umbratana (Staudinger, 1880)
- E. urbana (Kennel, 1901)
- E. urnigera (Meyrick, 1937)
- E. ursulana (Kennel, 1918)
- E. vagana (McDunnough, 1925)
- E. vancouverana (McDunnough, 1925)
- E. variana (Clemens, 1864)
- E. verecundana (Caradja, 1916)
- E. verna (Miller, 1971)
- E. veternana (Zeller, 1877)
- E. victoriana (Kennel, 1918)
- E. vittigera (Meyrick, 1932)
- E. vulpecularis (Meyrick, 1932)
- E. walsinghami (Kearfott, 1907)
- E. wandana (Kearfott, 1907)
- E. watertonana (McDunnough, 1925)
- E. wimmerana (Treitschke, 1835) – Averuitknoopvlekje
- E. xenarcha (Meyrick, 1920)
- E. xerophloea (Meyrick, 1933)
- E. yasudai (Nasu, 1982)
- E. zelota (Meyrick, 1916)